# Distoleon schoutedeni
Distoleon schoutedeni là một loài côn trùng trong họ Myrmeleontidae thuộc bộ Neuroptera. Loài này được Navás miêu tả năm 1929.